# Principado de Sperlinga
El Principado de Sperlinga fue un microestado en la isla de Sicilia, creado en 1597 en la actual provincia de Enna y regido por Giovanni Natoli.

## Historia
El 8 de enero de 1597 por el Tratado de licentia populandi cum Privilegium aedificandi ("apadrinamientos Licencia para poblar el construir"), el rey de España y Sicilia, Felipe II de España, concedía Sperlinga a Giovanni Natoli como principado, además de una guardia personal de 200 voluntarios En 1627, fue hecho príncipe de Sperlinga por Felipe IV de España, rey de España, Nápoles, Sicilia y Cerdeña y duque de Milán.

## Bandera
Natoli dotó al principado de una bandera nacional con su emblema del león rampante y una torre en las rocas. Su estandarte personal fue idéntico pero cuadrado, llevando flecos dorados y una letra "N".

## Barones de Sperlinga 1324-1626
- Familia Ventimiglia
- Giovanni Natoli (1597-1626)

## Príncipes de Sperlinga 1626-1658
- Giovanni Natoli (1626-1637)
- Maria Natoli Cottone ed Aragona[3]
- Francesco Natoli Orioles Alifia e Luna (1637-1658)[4] casado con la princesa Giulia Lanza[5][6]
- Giulia Natoli Lancia [cita requerida]
- Giovanni II Natoli Alifia
- Maria Natoli Alifia [cita requerida]
- Giovanni III Natoli [cita requerida]
- Caterina Natoli Ruffo di Calabria [cita requerida]
- Girolama Ardoino e La Rocca principessa di Alcontres[7] madre de Giovanni Natoli, quien luego será Príncipe de Sperlinga y se casará en 1736 con su familiar Girolama Ardoino La Rocca, hija del Príncipe Michele d'Alcontres y Caterina la Rocca[8]
- Marianna Natoli [cita requerida]
- Francesco de Moncada Natoli prince de Montecateno[9]
- SAS Princesa Elisabetta Moncada Natoli Princesa de Calvaruso [cita requerida]

## Duques de 1658-1862
- Giovanni Stefano Oneto (1658-1680)[10]
- Domenico Oneto e Spatafora (1680-1698) [cita requerida]
- Francesco Oneto e Spatafora (1698-1710) [cita requerida]
- Giovanni Stefano Oneto Valguarnera (1710-1749) [cita requerida]
- Francesco Oneto e Morreale (1749-1782) [cita requerida]
- Saverio Oneto e Gravina (1782-?)[11]
- Giuseppe Oneto e Lanza (1811-?) [cita requerida]

## Barones de Sperlinga 1862–1973
- Familia Nicosia [cita requerida]